# Amphipogon hyperborea
Amphipogon hyperborea är en tvåvingeart som först beskrevs av Greene 1919.  Amphipogon hyperborea ingår i släktet Amphipogon och familjen ostflugor.
Artens utbredningsområde är Idaho. Inga underarter finns listade i Catalogue of Life.